# 北川柊斗
北川 柊斗（きたがわ しゅうと、1995年6月1日 - ）は、三重県出身のサッカー選手。JFL・レイラック滋賀FC所属。ポジションはフォワード。

## 経歴

### プロ入り前
名古屋グランパスの下部組織出身で、中学3年生の時に飛び級でトップチーム練習に参加した。しかし、高校生の時には名古屋グランパスのトップチームに昇格することができずに筑波大学に進学した。
筑波大学に進学すると3年時に10番を背負い、全日本大学サッカー選手権大会の決勝では得点を奪う活躍で優勝に貢献した。4年時では天皇杯で注目を集め、筑波大学のベスト16入りに貢献した。そして、最初にオファーをもらったモンテディオ山形に加入が内定した。

### モンテディオ山形
2018年、モンテディオ山形に入団。3月11日、第3節のロアッソ熊本戦でプロ入り初先発を果たし、4月8日、第8節の愛媛FC戦でプロ入り初得点を決めるなど、リーグ戦17試合、天皇杯3試合に出場した。2019年シーズンは、天皇杯2回戦対栃木SC戦でゴールを決めたものの、J2リーグ戦では開幕から27試合中僅か2試合計18分の出場にとどまり、同年8月15日、J3リーグギラヴァンツ北九州への期限付き移籍が発表された。

### ギラヴァンツ北九州
9月1日、第21節のヴァンラーレ八戸戦で途中出場から移籍後初ゴールを決めると、その試合から4試合連続で途中出場からゴールを決めるなど、11試合で7得点を挙げ、チームのJ3リーグ優勝、J2昇格に貢献した。2020年1月6日、モンテディオ山形への復帰が発表された。

### ザスパクサツ群馬
2020年12月29日、ザスパクサツ群馬への完全移籍が発表された。
2024年11月19日、4年間過ごした群馬との契約満了を発表。

### レイラック滋賀FC
2025年1月13日、レイラック滋賀FCへの加入を発表。

## 所属クラブ
- 庄野ジュニアサッカークラブ
- 名古屋グランパスU15
- 名古屋グランパスU18
- 筑波大学
  - 2017年 モンテディオ山形（特別指定選手）
- 2018年 - 2020年 モンテディオ山形
  - 2019年8月 - 同年12月 ギラヴァンツ北九州（期限付き移籍）
- 2021年 - 2024年 ザスパクサツ群馬 / ザスパ群馬
- 2025年 - レイラック滋賀FC

## 個人成績
| 国内大会個人成績 | 国内大会個人成績 | 国内大会個人成績 | 国内大会個人成績 | 国内大会個人成績 | 国内大会個人成績 | 国内大会個人成績 | 国内大会個人成績 | 国内大会個人成績 | 国内大会個人成績 | 国内大会個人成績 | 国内大会個人成績 |
| 年度             | クラブ           | 背番号           | リーグ           | リーグ戦         | リーグ戦         | リーグ杯         | リーグ杯         | オープン杯       | オープン杯       | 期間通算         | 期間通算         |
| 年度             | クラブ           | 背番号           | リーグ           | 出場             | 得点             | 出場             | 得点             | 出場             | 得点             | 出場             | 得点             |
| 日本             | 日本             | 日本             | 日本             | リーグ戦         | リーグ戦         | リーグ杯         | リーグ杯         | 天皇杯           | 天皇杯           | 期間通算         | 期間通算         |
| ---------------- | ---------------- | ---------------- | ---------------- | ---------------- | ---------------- | ---------------- | ---------------- | ---------------- | ---------------- | ---------------- | ---------------- |
| 2018             | 山形             | 27               | J2               | 17               | 1                | -                | -                | 4                | 0                | 21               | 1                |
| 2019             | 山形             | 16               | J2               | 2                | 0                | -                | -                | 1                | 1                | 3                | 1                |
| 2019             | 北九州           | 30               | J3               | 11               | 7                | -                | -                | -                | -                | 11               | 7                |
| 2020             | 山形             | 16               | J2               | 21               | 2                | -                | -                | -                | -                | 21               | 2                |
| 2021             | 群馬             | 9                | J2               | 25               | 4                | -                | -                | 3                | 0                | 28               | 4                |
| 2022             | 群馬             | 9                | J2               | 25               | 2                | -                | -                | 1                | 0                | 26               | 2                |
| 2023             | 群馬             | 9                | J2               | 37               | 3                | -                | -                | 0                | 0                | 37               | 3                |
| 2024             | 群馬             | 9                | J2               | 11               | 2                | 2                | 1                | 0                | 0                | 13               | 3                |
| 2025             | 滋賀             | 59               | JFL              |                  |                  | -                | -                |                  |                  |                  |                  |
| 通算             | 日本             | 日本             | J2               | 138              | 14               | 2                | 1                | 9                | 1                | 149              | 16               |
| 通算             | 日本             | 日本             | J3               | 11               | 7                | -                | -                | 0                | 0                | 11               | 7                |
| 通算             | 日本             | 日本             | JFL              |                  |                  | -                | -                |                  |                  |                  |                  |
| 総通算           | 総通算           | 総通算           | 総通算           | 149              | 21               | 2                | 1                | 9                | 1                | 160              | 23               |

## タイトル

### クラブ
名古屋グランパスU-18
- Jユースカップ（2011年）

筑波大学
- 全日本大学サッカー選手権大会（2016年）
- 関東大学サッカーリーグ戦（2017年）

### 個人
- 全日本大学サッカー選手権大会・ベストFW（2016年）

## 代表歴
- U-16日本代表
  - AFC U-16選手権（2010年）
  - モンテーニュ国際大会（2011年）
  - 豊田国際ユースサッカー大会（2011年）
- U-17日本代表
  - サニックス杯国際ユースサッカー大会（2012年）
  - 国際ユースサッカーin新潟（2012年）
- U-18日本代表
  - AFC U-19選手権・予選（2013年）
- U-19日本代表
  - U-19国際フットボールトーナメントNutifood Cup（2014年）